# Wohn- und Wirtschaftsgebäude Brookstraße 48
Das Wohn- und Wirtschaftsgebäude Brookstraße 48 in Berne-Hekelermoor wird aktuell (2023) wohl landwirtschaftlich genutzt.
Das Gebäude steht unter Denkmalschutz (siehe auch Liste der Baudenkmale in Berne).

## Geschichte
Das eingeschossige giebelständige Wohn- und Wirtschaftsgebäude als Zweiständer-Hallenhaus in Fachwerk mit Steinausfachungen, Krüppelwalmdach, Niedersachsengiebeln mit Uhlenloch sowie der Grooten Door mit Korbbogen stammt aus der Mitte des 19. Jahrhunderts.
Das Landesdenkmalamt befand: „… geschichtliche Bedeutung ….“